# Dilectissima Nobis

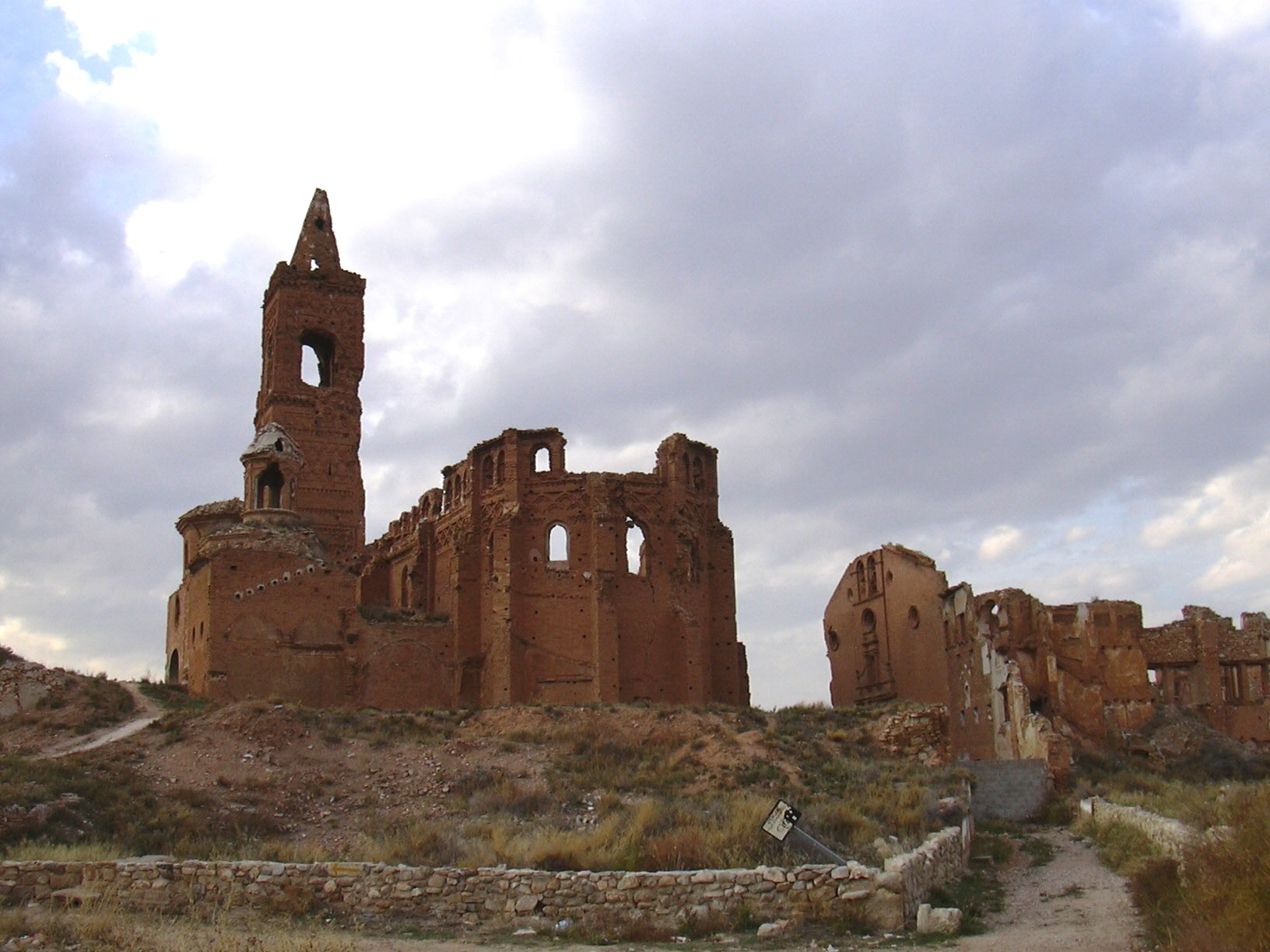
Belchite, Aragón, verwoest in 1937

Dilectissima Nobis (Latijn voor zeer dierbaar voor Ons) is een encycliek, uitgevaardigd op 3 juni 1933 door paus Pius XI, waarin de paus zich fel afzette tegen de onderdrukking van de Rooms-Katholieke Kerk in Spanje. Met name verzette Pius XI zich tegen de inbeslagname van de kerkelijke eigendommen, waarvan de kerk alleen gebruik kon maken tegen betaling van huur en belastingen.

## Voorgeschiedenis
Onder druk van de bevolking had de Spaanse koning Alfons XIII in 1931 gemeenteraadsverkiezingen uitgeschreven, die gewonnen werden door de republikeinen. Door deze overwinning eiste de bevolking meer democratie en het aftreden van de Spaanse koning. Hierop besloot Alfons XIII Spanje te verlaten –zonder af te treden- en werd op 14 april 1931 de Tweede Spaanse Republiek uitgeroepen.
De republikeinse regering stelde tevens een nieuwe Grondwet op, waarin onder meer de scheiding van kerk en staat werd afgekondigd. Ook gold het Rooms-katholieke geloof niet langer meer als staatsgodsdienst. Hierdoor was het godsdienstonderwijs op scholen niet langer toegestaan, werd het burgerlijk huwelijk ingevoerd en werd ook de mogelijkheid tot scheiding toegestaan.
Kerkelijke bezittingen kwamen in handen van de staat, zowel gebouwen als inventaris (kunstwerken, misgewaden en andere relieken). Alleen tegen betaling aan de staat was het de geestelijkheid toegestaan gebruik te maken van de kerkelijke faciliteiten.
Een aanvullende bepaling was het verbod van kloosterordes; zo werden de Jezuïeten uit het land gezet.

## Encycliek
In zijn encycliek vergeleek Pius XI de Spaanse situatie met die van Mexico en de Sovjet-Unie, waar eveneens sprake zou zijn van groeperingen die zich richtten tegen elke vorm van religieuze inmenging in de staat.. Wel maakte hij duidelijk dat de kerk zich niet specifiek richtte tegen welke vorm van regering dan ook; als voorbeeld noemde hij daarvoor de verschillende concordaten die gesloten waren na de Eerste Wereldoorlog tussen de Heilige Stoel en regeringen waar de monarchie vervangen was door een republiek. Het was het recht op vrijheid van christelijk geweten die echter gehandhaafd diende te worden.
De scheiding van kerk en staat beschouwde de paus als grote vergissing. Daarom riep de paus de Spaanse bevolking op zich met alle wettelijk toegestane middelen te verzetten tegen de Spaanse regering. Ook riep hij alle gelovigen op te participeren in de Katholieke Actie, die Pius XI al verschillende malen had aanbevolen. De geestelijkheid werd opgeroepen zich toe te leggen op het godsdienstonderwijs om zo het uiteenvallen van het gezinsleven te voorkomen.

## Nasleep
Het effect van de encycliek op de Spaanse situatie was nihil. Vanaf 1936 verslechterde de positie van de katholieke kerk snel. Op grote schaal werden geestelijken vervolgd, gemarteld en uiteindelijk vermoord, iets wat ook voortkwam doordat de Spaanse clerus (met steun van paus Pius XI) na het uitbreken van de Spaanse Burgeroorlog openlijk de zijde van generaal Franco koos. De strijd in Spanje werd door de kerk gezien als een kruistocht, omdat het een strijd was tussen religieuzen en de goddelozen
Vanaf de jaren 80 van de 20e eeuw werden vele geestelijken door de kerk erkend als martelaren van het geloof. Op 28 oktober 2007 werden door paus Benedictus XVI 498 geestelijken zalig verklaard. Deze actie van de kerk stuitte echter op kritiek, omdat de kerk vanaf 1936 de kant van de fascisten had gekozen.